# Monti Escambray
I monti Escambray sono una catena montuosa che si trova nella parte centro-meridionale dell'isola di Cuba nelle provincie di Sancti Spíritus, Villa Clara e Cienfuegos.
La catena ebbe il nome indigeno di Guamuhaya, prima che arrivassero gli europei nel 1492. Il massiccio di Guamuhaya si divide in due grandi gruppi, Alture di Trinidad, al nordest, e Alture di Sancti Spíritus al sudest.
È caratterizzata dalle sue gole e fondi valle, dalla esuberanza della vegetazione, la grande diversità della propria flora e fauna autoctone, grande sistema di caverne, bei paesaggi, fiumi, cascate di acqua cristallina.
Gli Escambray sono ricchi di risorse minerali, ma non vengono sfruttate per il pericolo che le esplosioni causerebbero all'ambiente.
Dopo Pico San Juan, le cime più alte sono Caballete de Casas, Gavilanes, Loma de Banao, Caja de Agua e Pico Tuerto.
Topes de Collantes è una riserva naturale posta nella parte sudorientale dei monti Escambray, proteggendo le grotte naturali, i fiumi, le cascate e i canyon. Si situa a 800 metri sul livello del mare, dove è collocato il monumento naturale del Salto del Caburni. Per raggiungere la riserva si può partire da Cienfuegos oppure da Trinidad percorrendo il Sendero Vegas Grandes. All’interno della riserva sono degni di nota il complesso di cascate El Nicho con le sue piscine naturali e il Parco Naturale Guanayara, caratterizzato da ricca vegetazione tra cui spicca una grande varietà di orchidee.
La Valley de los Ingenios ai piedi dei monti ed è definito come Patrimonio dell'umanità dall'UNESCO.

## Caballete de Casas
È un altipiano che si trova a 630 metri s.l.m., di difficile accesso, nel territorio comunale di Sancti Spíritus.
Durante la Rivoluzione cubana, nel 1958, vi installò il suo campo base Che Guevara, che incominciò a operare nella zona fino alla battaglia di Santa Clara. Il luogo è conservato come installazione storica ed è oggi monumento nazionale. Nella zona il posto è noto come il Comando del Che nei monti Escambray. Raggiungere la località è comunque difficile, poiché vi si deve giungere a piedi salendo fino alla cima del monte.

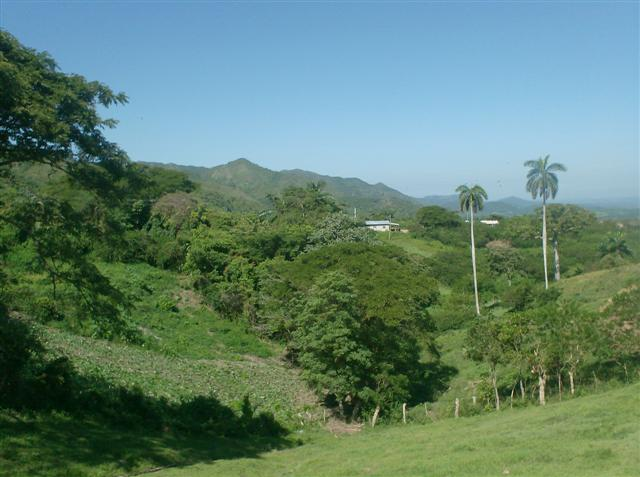
Escambray vicino al lago Hanabanilla nella Villa Clara
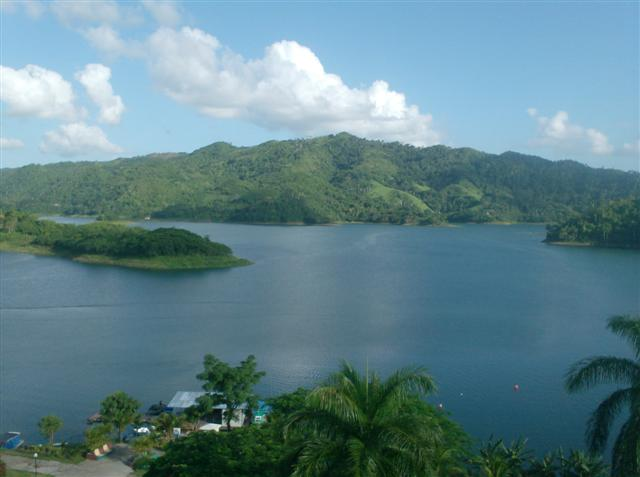
Il lago Hanabanilla si trova a 364 metri sul livello del mare ed è profondo in media 40 metri.
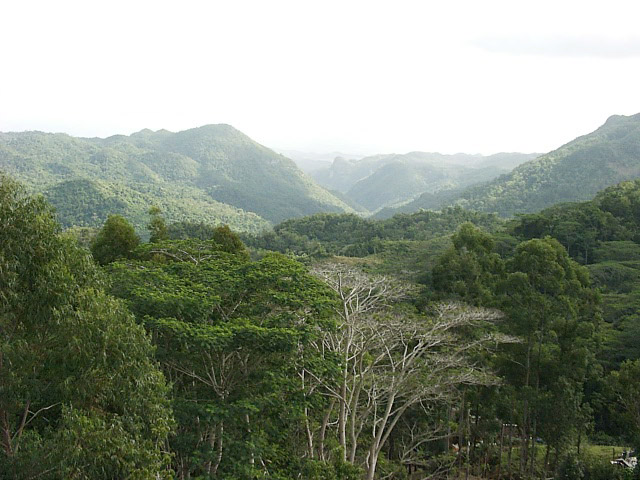
Foresta pluviale tropicale nel cuore della riserva Topes de Collantes, nella Provincia di Sancti Spíritus
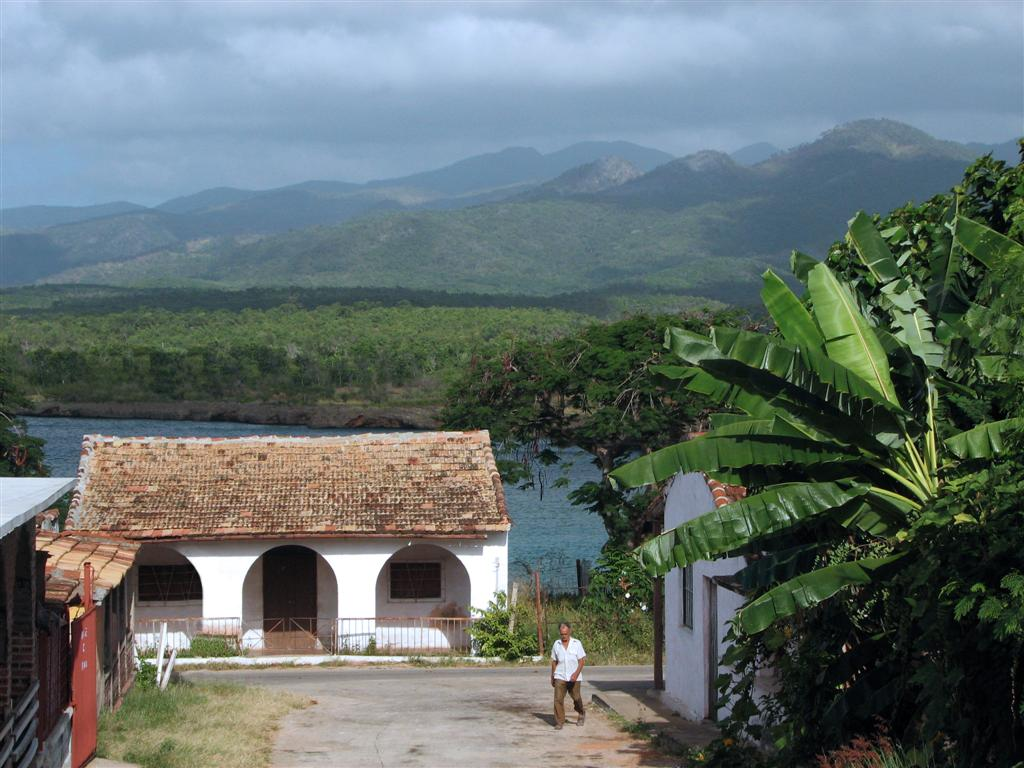
Il villaggio di pescatori di La Boca vicino a Trinidad con i monti Escambray sullo sfondo
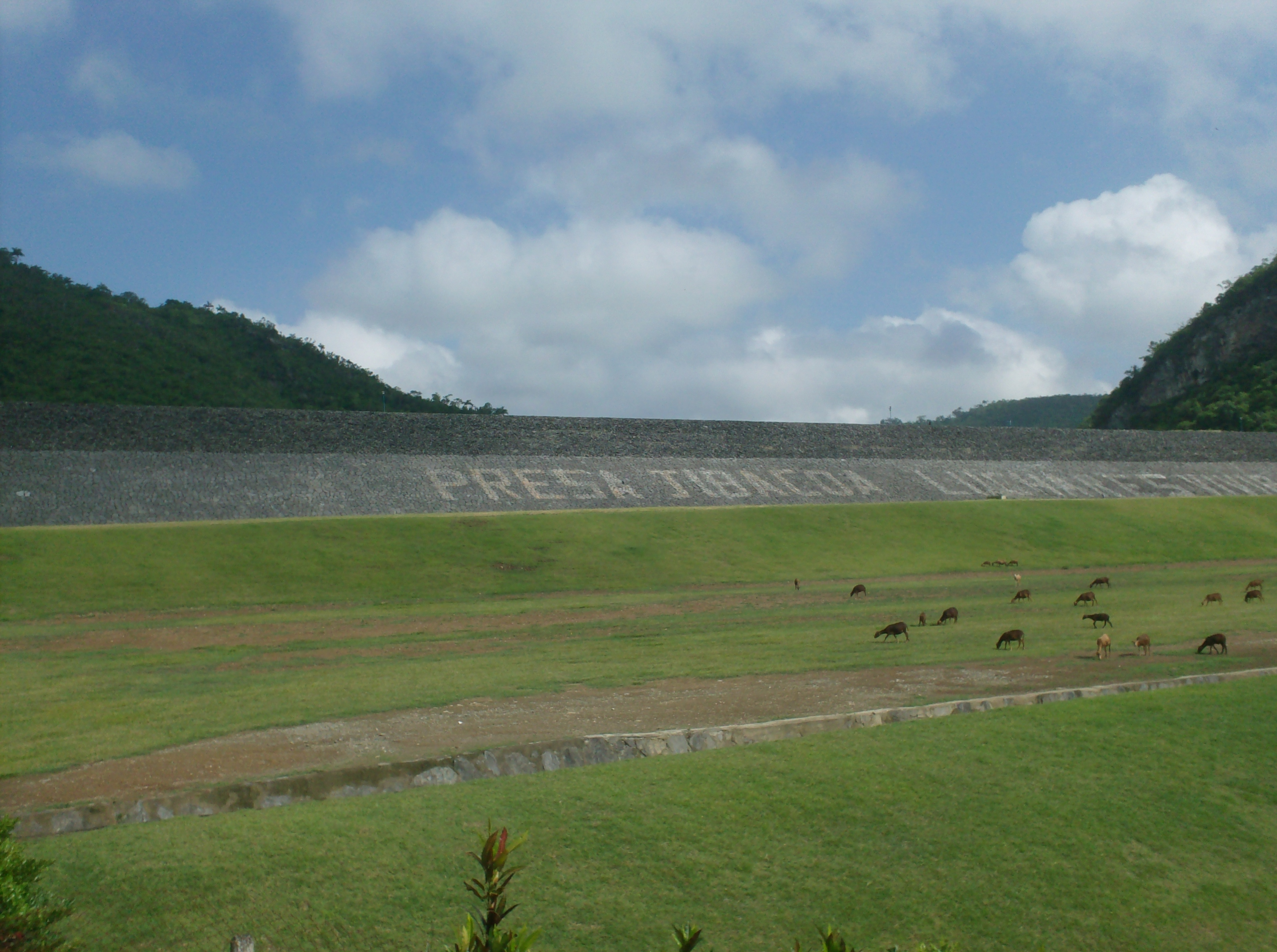
La diga del lago Hanabanilla nel villaggio Jibacoa, Villa Clara.